# This Is Not a Test!
This Is Not a Test! je páté studiové album americké raperky Missy Elliott vydané The Goldmind Inc. a Elektra Records 25. listopadu 2003. V prvé řadě bylo produkované Timbalandem a o dodatečnou produkci se postarali Craig Brockman, Nisan Stewart a Missy Elliott. Album debutovalo na 13. místě hitparády Billboard Hot 200 Albums a pocházejí z něj dva singly Pass That Dutch a I'm Really Hot. Album se nesetkalo s příliš velkým úspěchem a stalo se jejím nejméně prodávajícím se albem.[zdroj?]

## Track list
1. "Baby Girl Interlude"
  - Performed by Missy Elliott (featuring Mary J. Blige)
2. "Bomb Intro / Pass That Dutch"
  - Performed by Missy Elliott
3. "Wake Up"
  - Performed by Missy Elliott (featuring Jay-Z)
4. "Keep It Movin"
  - Performed by Missy Elliott (featuring Elephant Man)
5. "Is This Our Last Time" / "Ragtime Interlude"
  - Performed by Missy Elliott (featuring Fabolous)
6. "I'm Really Hot"
  - Performed by Missy Elliott
7. "Dats What I'm Talkin About"
  - Performed by Missy Elliott( featuring R. Kelly)
8. "Don't Be Cruel" / "Toyz Interlude"
  - Performed by Missy Elliott (featuring Monica & Beenie Man)
9. "Toyz"
  - Performed by Missy Elliott
10. "Let It Bump"
  - Performed by Missy Elliott
11. "Pump It Up"
  - Performed by Missy Elliott (featuring Nelly)
12. "It's Real"
  - Performed by Missy Elliott
13. "Let Me Fix My Weave"/ "Spelling Bee Prelude"
  - Performed by Missy Elliott
14. "Spelling Bee"
  - Performed by Missy Elliott
15. "I'm Not Perfect"
  - Performed by Missy Elliott (featuring The Clark Sisters)
16. "Outro"
  - Performed by Missy Elliott (featuring Mary J. Blige)
17. "Pass That Dutch" (Kao Pass Brothers Remix) (Japanese Bonus Track)
  - Performed by Missy Elliott

## Charts
USA prodej - 700.00 kopií, 1×platinové ocenění
Světový prodej - 3.4 miliony kopií
| Chart (2003)                          | Nejvyšší pozice |
| ------------------------------------- | --------------- |
| Austrálie - Alba                      | 39              |
| Rakousko - Alba                       | 67              |
| Nizozemí - Alba                       | 44              |
| Francie - Alba                        | 63              |
| Německo - Alba                        | 37              |
| Nový Zéland - alba                    | 35              |
| Švédsko - Alba                        | 50              |
| Švýcarsko - Alba                      | 25              |
| Anglie - Alba                         | 49              |
| U.S. Billboard Hot 200                | 13              |
| U.S. Billboard Hot R&B/Hip-Hop Albums | 3               |